# 2018 en Italie
Chronologie de l'Italie
- 2014
- 2015
- 2016
- 2017
- 2018
- 2019
- 2020
- 2021
- 2022

2016 en Europe - 2017 en Europe - 2018 en Europe - 2019 en Europe - 2020 en Europe

## Événements

### Janvier 2018
- 25 janvier : le déraillement d'un train à Pioltello (Lombardie) fait trois morts[1].

### Février 2018
- 3 février : une fusillade raciste à Macerata, qui blesse 6 personnes, perturbe la campagne des élections générales.

### Mars 2018
- 4 mars :
  - élections générales ;
  - élections régionales dans le Latium et en Lombardie.
- 24 mars : Elisabetta Casellati est élue présidente du Sénat de la République ; Roberto Fico est élu président de la Chambre des députés.

### Avril 2018
- 22 avril : élections régionales au Molise[2].
- 29 avril : élections régionales au Frioul-Vénétie Julienne.

### Mai 2018
- 20 mai : élections régionales en Vallée d'Aoste.
- 23 mai : Giuseppe Conte est nommé président du Conseil des ministres, mais renonce le 27 à former un gouvernement.
- 28 mai : Carlo Cottarelli est chargé par le président Sergio Mattarella de former un gouvernement, mais il renonce le 31.
- 31 mai : le Gouvernement Conte I est formé.

### Juin 2018
- 10 et 24 juin : élections municipales.

### Juillet 2018
- x

### Août 2018
- 6 août : l'explosion accidentelle d'un camion de produits inflammables provoque 2 morts, 68 blessés et la destruction d'un pont dans la banlieue de Bologne en Italie[3],[4].
- 14 août : l'effondrement du pont Morandi à Gênes fait au moins 43 morts et coupe l'autoroute A10.

### Septembre 2018
- x

### Octobre 2018
- 21 octobre : élections régionales au Trentin-Haut-Adige.
- 29 octobre : la tempête Adrian fait neuf morts.

### Novembre 2018
- X

### Décembre 2018
- 8 décembre : une bousculade dans une discothèque fait au moins six morts à Corinaldo dans les Marches[5].

## Culture

### Cinéma

#### Autres films sortis en Italie en 2018
- x

#### Mostra de Venise
- Lion d'or : Roma d'Alfonso Cuarón
- Lion d'argent du meilleur réalisateur : Jacques Audiard pour Les Frères Sisters
- Grand prix du jury de la Mostra de Venise : La Favorite de Yórgos Lánthimos
- Coupe Volpi de la meilleure interprétation féminine : Olivia Colman pour La Favorite
- Coupe Volpi de la meilleure interprétation masculine : Willem Dafoe pour At Eternity's Gate
- Prix du meilleur scénario : Joel et Ethan Coen pour The Ballad of Buster Scruggs
- Prix Marcello Mastroianni du meilleur espoir : Baykali Ganambarr pour The Nightingale
- Prix Spécial du Jury : The Nightingale de Jennifer Kent

### Littérature

#### Livres parus en 2018
- x

#### Prix et récompenses
- Prix Strega : Helena Janeczek, La ragazza con la Leica (Guanda)
  - Prix Strega européen : Fernando Aramburu  Espagne pour Patria (Guanda)
- Prix Bagutta : Helena Janeczek, La ragazza con la Leica (Guanda)
- Prix Bagutta de la première œuvre : Roberto Venturini, Tutte le ragazze con una certa cultura hanno almeno un poster di un quadro di Schiele appeso in camera (SEM)
- Prix Bancarella : Dolores Redondo, Tutto questo ti darò (Dea Planeta)
- Prix Brancati :
  - Fiction : Michele Mari, Leggenda privata (Einaudi)
  - Poésie : Franco Arminio (it), Cedi la strada agli alberi (Chiarelettere)
  - Jeunes : Nicola H. Cosentino, Vita e morte delle aragoste (Voland)
- Prix Campiello : Rosella Postorino pour Le assaggiatrici
  - Prix Campiello de la première œuvre : Valerio Valentini pour Gli 80 di Campo Rammaglia
  - Prix de la Fondation Campiello : Marta Morazzoni
  - Prix Campiello Giovani : Elettra Solignani pour Con i mattoni
- Prix Malaparte : Richard Ford
- Prix Napoli : 
  - Fiction : Giorgio Falco (it), Ipotesi di una sconfitta (Einaudi)
  - Poésie : Guido Mazzoni pour La pura superficie (Donzelli)
  - Essai : Francesco Merlo (it) pour Sillabario dei malintesi (Marsilio)
- Prix Pozzale Luigi Russo :
  - Donatella Di Cesare, Stranieri residenti. Una filosofia della migrazione, Bollati e Boringhieri, Torino, 2017
  - Giorgio Falco, Ipotesi di una sconfitta, Einaudi, Torino, 2017
  - Rosella Postorino, Le assaggiatrici, Feltrinelli, Milano, 2018.
- Prix Raymond-Chandler : Jo Nesbø
- Prix Scerbanenco : Patrick Fogli (it) - A chi appartiene la notte (Baldini + Castoldi)
- Prix Stresa : Carolina Orlandi pour Se tu potessi vedermi (Mondadori)
- Prix Viareggio :
  - Roman (ex aequo) : Fabio Genovesi, Il mare dove non si tocca (Mondadori) et Giuseppe Lupo (it), Gli anni del nostro incanto (Marsilio)
  - Essai : Guido Melis (it), La macchina imperfetta. Immagine e realtà dello Stato fascista (Il Mulino)
  - Poésie : Roberta Dapunt (it), Sincope (Einaudi)

## Décès en 2018

### Premier trimestre
- 1er janvier : Mauro Staccioli, sculpteur. (° 11 février 1937)
- 2 janvier : Ferdinando Imposimato, avocat, magistrat et homme politique. (° 9 avril 1936)
- 2 janvier : Giovanni Di Clemente, producteur de films. (° 5 février 1948)
- 5 janvier : Carlo Pedretti, historien de l'art. (° 6 janvier 1928)
- 5 janvier : Marina Ripa Di Meana, écrivaine, actrice, réalisatrice, styliste et scénariste. (° 21 octobre 1941)
- 9 janvier : Mario Perniola, philosophe. (° 20 mai 1941)
- 10 janvier : Novello Novelli, acteur. (° 2 mars 1930)
- 15 janvier : Ida Barbarigo, peintre. (° 26 août 1920)
- 19 janvier : Anna Campori, actrice. (° 22 septembre 1917)
- 5 février : Gianfranco Lazzaro, journaliste, poète et écrivain. (° 18 août 1930)
- 11 février : Raymond Vautherin, linguiste valdôtain. (° 18 septembre 1935)
- 12 février : Giuseppe Galasso, historien et homme politique. (° 19 novembre 1929)
- 15 février : Pier Paolo Capponi, acteur et scénariste. (° 9 juin 1938)
- 15 février : Gian Paolo Mele, chef d'orchestre, compositeur et ethnomusicologue. (° 10 juin 1944)
- 24 février : Getulio Alviani, peintre. (° 5 septembre 1939)
- 24 février : Folco Quilici, écrivain, réalisateur et scénariste. (° 9 avril 1930)
- 2 mars : Gillo Dorfles, critique d’art, peintre et philosophe. (° 12 avril 1910)
- 2 mars : Carlo Ripa di Meana, homme politique. (° 15 août 1929)
- 3 mars : Renzo Franzo, homme politique. (° 16 décembre 1914)
- 11 mars : Alba Arnova, danseuse et actrice. (° 15 mars 1930)
- 23 mars : Alberto Ongaro, écrivain, journaliste et scénariste. (° 22 août 1925)
- 26 mars : Fabrizio Frizzi, acteur et animateur de télévision. (° 5 février 1958)
- 31 mars : Luigi De Filippo, acteur. (° 10 août 1930)

### Deuxième trimestre
- 3 avril : Arrigo Petacco, écrivain, journaliste et historien. (° 7 août 1929)
- 14 avril : Isabella Biagini, actrice et présentatrice. (° 19 décembre 1943)
- 15 avril : Vittorio Taviani, réalisateur et scénariste. (° 20 septembre 1929)
- 26 avril : Gianfranco Parolini, réalisateur. (° 20 février 1925)
- 5 mai : Adolfo Lastretti, acteur. (° 18 novembre 1937)
- 6 mai : Paolo Ferrari, acteur et animateur de télévision. (° 26 février 1929)
- 7 mai : Ermanno Olmi, réalisateur. (° 24 juillet 1931)
- 8 mai : Lara Saint Paul, chanteuse italo-érythréenne. (° 31 mars 1945)
- 14 mai : Leopoldo Paciscopi, écrivain et journaliste. (° 2 octobre 1925)
- 18 mai : Antonio Lupatelli, illustrateur. (° 1930)
- 21 mai : Anna Maria Ferrero, actrice. (° 18 février 1935)
- 25 mai : Sergio Graziani, acteur. (° 10 novembre 1930)
- 8 juin : Gino Santercole, musicien et acteur. (° 23 novembre 1940)
- 14 juin : Ettore Romoli, homme politique. (° 9 avril 1938)
- 21 juin : Carlo Bernardini, physicien, écrivain et homme politique. (° 22 avril 1930)
- 28 juin : Domenico Losurdo, philosophe. (° 14 novembre 1941)

### Troisième trimestre
- 8 juillet : Carlo Vanzina, réalisateur de cinéma. (° 13 mars 1951)
- 14 juillet : Mario Casalinuovo, homme politique. (° 18 mai 1922)
- 19 juillet : Nino Fuscagni, acteur. (° 12 février 1937)
- 24 juillet : Vincenzo Silvano Casulli, astronome. (° 25 août 1944)
- 25 juillet : Sergio Marchionne, industriel et homme d'affaires. (° 17 juin 1952)
- 25 juillet : Giancarlo Vitali, peintre et graveur. (° 29 novembre 1929)
- 31 juillet : Nino Staffieri, évêque catholique. (° 6 septembre 1931)
- 2 août : Nino Cristiani, cadreur. (° 1926)
- 6 août : Jimmy il Fenomeno (Luigi Origene Soffrano), acteur. (° 22 avril 1932)
- 13 août : Salvatore Cantalupo, acteur. (° 8 juillet 1959)
- 15 août : Rita Borsellino, femme politique. (° 2 juin 1945)
- 17 août : Claudio Lolli, chanteur, auteur-compositeur-interprète, poète, écrivain. (° 28 mars 1950)
- 21 août : Vincino (Vincenzo Gallo), dessinateur et journaliste italien. (° 30 mai 1946)
- 24 août : Antonio Pennarella, acteur. (° 27 mai 1960)
- 31 août : Luigi Luca Cavalli-Sforza, généticien. (° 25 janvier 1922)
- 2 septembre : Katyna Ranieri, chanteuse et actrice. (° 31 août 1925)
- 6 septembre : Claudio Scimone, chef d'orchestre. (° 23 décembre 1934)
- 13 septembre : Guido Ceronetti, poète, penseur, journaliste, dramaturge et marionnettiste. (° 24 août 1927)
- 17 septembre : Barbara Nascimbene, actrice. (° 28 septembre 1958)
- 20 septembre : Inge Feltrinelli, photographe et éditrice. (° 24 novembre 1930)

### Quatrième trimestre
- 1er octobre : Stelvio Cipriani, compositeur. (° 20 août 1937)
- 7 octobre : Gibba (Francesco Maurizio Guido), dessinateur d'animation. (° 18 décembre 1924)
- 9 octobre : Venantino Venantini, acteur. (° 17 avril 1930)
- 17 octobre : Leone Frollo, dessinateur et scénariste de bande dessinée. (° 9 avril 1931)
- 22 octobre : Gilberto Benetton, chef d'entreprise. (° 19 juin 1941)
- 23 octobre : Roberto Renzi, scénariste de bandes dessinées. (° 10 février 1923)
- 27 octobre : Angela Bianchini, romancière et scénariste. (° 21 avril 1921)
- 28 octobre : Pino Valenti, scénariste, réalisateur et peintre. (° 9 avril 1930)
- 31 octobre : Enzo Apicella, dessinateur et journaliste. (° 26 juin 1922)
- 1er novembre : Carlo Giuffré, acteur. (° 3 décembre 1928)
- 10 novembre : Raffaele Baldassarre, homme politique. (° 23 septembre 1956)
- 25 novembre : Giuliana Calandra, actrice. (° 10 février 1936)
- 26 novembre : Bernardo Bertolucci, scénariste et réalisateur. (° 16 mars 1941)
- 28 novembre : Andrea Milani Comparetti, mathématicien et astronome. (° 19 juin 1948)
- 1er décembre : Ennio Fantastichini, acteur. (° 20 février 1955)
- 9 décembre : Riccardo Giacconi, physicien. (° 6 octobre 1931)
- 16 décembre : Giuseppe Sermonti, généticien. (° 4 octobre 1925)
- 20 décembre : Andrea G. Pinketts (Andrea Giovanni Pinchetti), journaliste et écrivain. (° 12 août 1961)
- 21 décembre : Luigi Giuliani, acteur. (° 18 juillet 1940)
- 24 décembre : Grazia Nidasio, auteure de bande dessinée. (° 9 février 1931)
- 28 décembre : Iaia Fiastri (Maria Grazia Pacelli), scénariste et parolière. (° 15 septembre 1934)

#### Articles sur l'année 2018 en Italie
- Élections générales italiennes de 2018
- Gouvernement Conte I

#### L'année sportive 2018 en Italie
- Italie aux Jeux olympiques d'hiver de 2018
- Italie aux Jeux méditerranéens de 2018
- Championnat du monde de volley-ball masculin 2018
- Championnats du monde de patinage artistique 2018
- Championnats d'Europe de cyclisme sur piste juniors et espoirs 2018
- Championnats d'Europe de biathlon 2018
- Championnat d'Italie de football 2017-2018
- Championnat d'Italie de football 2018-2019
- Coupe d'Italie de football 2017-2018
- Championnat d'Italie de rugby à XV 2017-2018
- Championnat d'Italie de rugby à XV 2018-2019
- Grand Prix automobile d'Italie 2018
- Milan-San Remo 2018
- Tour d'Italie 2018
- Tournoi de tennis de Rome (ATP 2018) (Masters de Rome)
- Tournoi de tennis de Rome (WTA 2018)

#### L'année 2018 dans le reste du monde
- L'année 2018 dans le monde
- 2018 par pays en Amérique, 2018 au Canada, 2018 aux États-Unis
- 2018 en Europe, 2018 dans l'Union européenne, 2018 en Belgique, 2018 en France, 2018 en Suisse
- 2018 en Afrique • 2018 par pays en Asie • 2018 en Océanie
- 2018 aux Nations unies
- Décès en 2018